# Сента (община)
Сента (серб. Сента) — община в Сербии, входит в Северно-Банатский округ автономного края Воеводина. Община находится в историко-географической области Банат.
Население общины составляет 24 457 человек (2007 год), плотность населения составляет 83 чел./км². Занимаемая площадь — 293 км², из них 90,1 % используется в промышленных целях.
Административный центр общины — город Сента. Община Сента состоит из 5 населённых пунктов, средняя площадь населённого пункта — 58,6 км².
По общине протекает река Тиса.

## Статистика населения общины
| Год  | Население, чел. |
| ---- | --------------- |
| 1991 | 26 420          |
| 2001 | 25 728          |
| 2002 | 25 531          |
| 2003 | 25 341          |
| 2004 | 25 155          |
| 2005 | 24 930          |
| 2006 | 24 673          |
| 2007 | 24 457          |

## Населённые пункты
- Богараш
- Горни-Брег
- Кеви
- Сента
- Торнёш

## Образование
В общине 6 основных и 3 средние школы.